# Ocarina

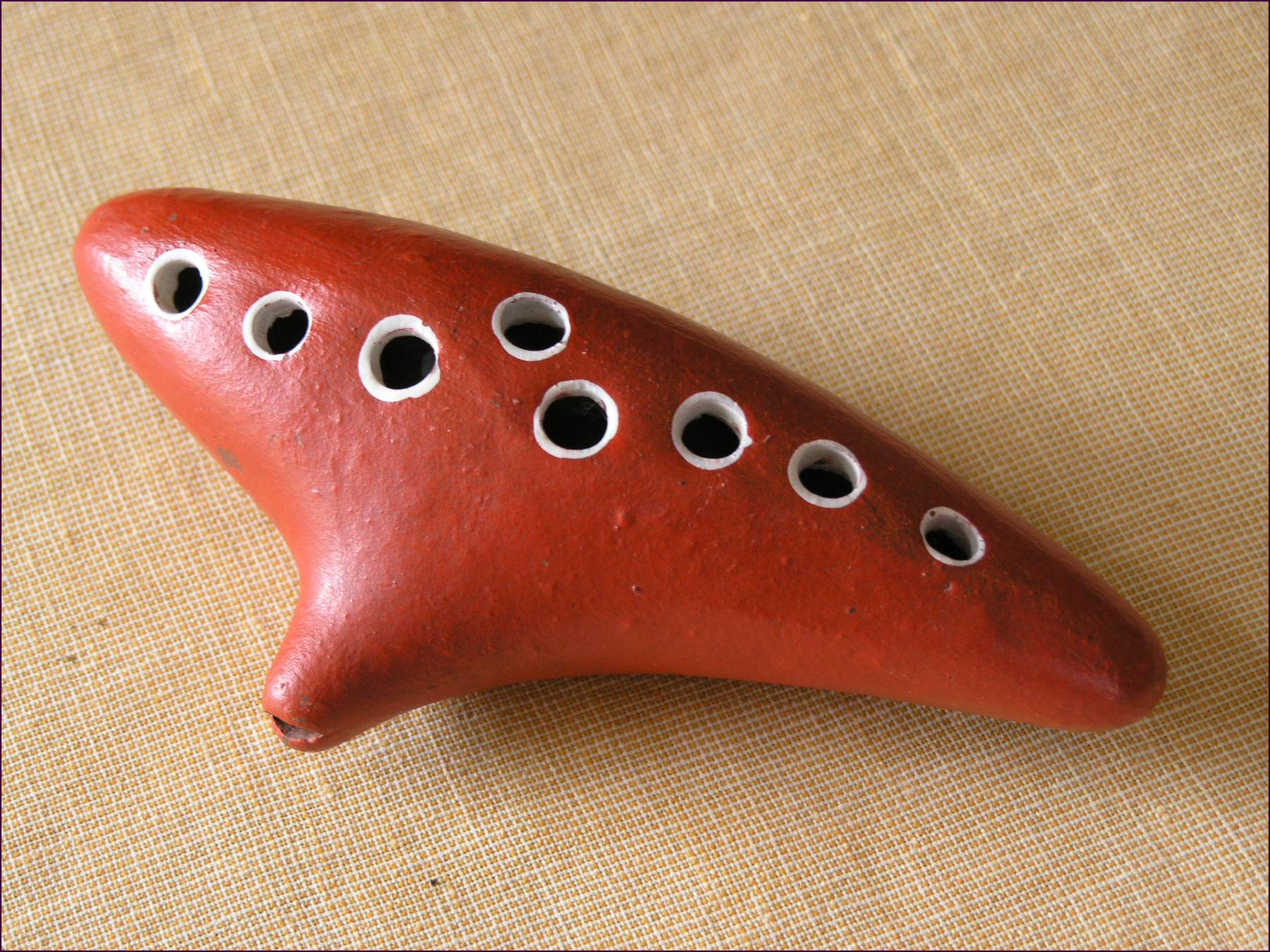
Ocarina de 8 agujeros.

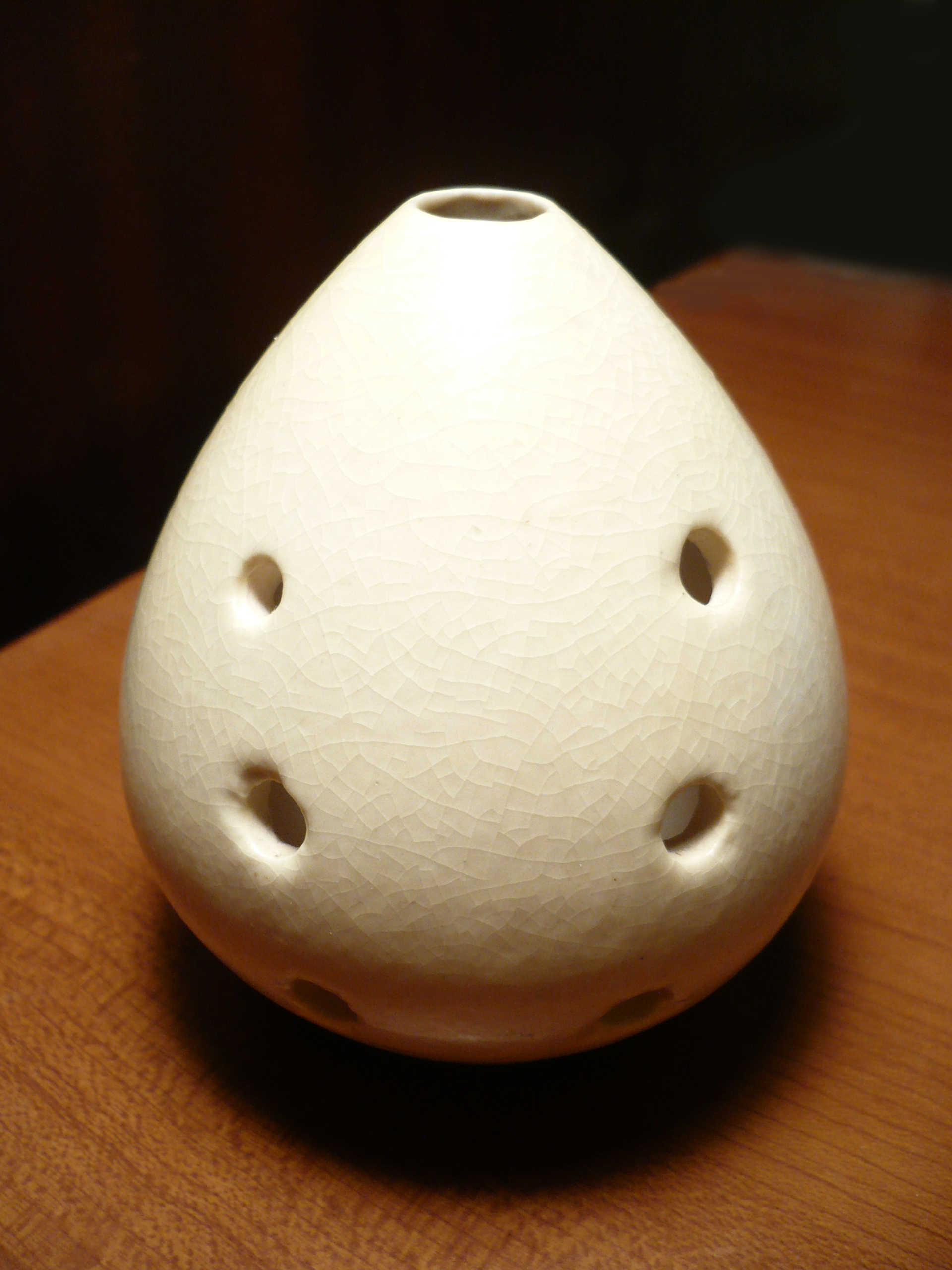
Xun (huevo) chino, hecho de loza, con seis orificios tonales y embocadura. Con una antigüedad aproximada de 7000 años, aunque no se conoce con exactitud.

La ocarina es un pequeño instrumento de viento sin llaves descendiente de primitivos silbatos hechos con barro o hueso. En función de su zona de origen, existen instrumentos similares elaborados con cortezas vegetales. En la actualidad se fabrican en distintos materiales como cerámica (predominante), madera, metal y plástico.
En aspecto es un objeto globular, ovoide y ligeramente alargado, redondas, tubulares y, en América, zoomorfas, antropomorfas y fantásticas.

## Origen de las ocarinas
Existen varias teorías. Para unos la ocarina se remonta a la América Prehispánica, donde ha sido arqueológicamente documentada en varias culturas como la cultura maya, es decir, en México, Belice y Guatemala; por lo general fabricada en arcilla del tipo greda, hueca en el centro y de diferentes tamaños, no sobrepasa los 15 centímetros, es aproximadamente del largo de la mano. Es un instrumento habitual en Bolivia, Perú, Ecuador, Colombia, Venezuela, norte de Chile, norte de Argentina, Mesoamérica y México. Otras teorías le otorgan origen europeo, una tercera vía la considera procedente del lejano oriente asiático aunque se cree fuertemente que es un derivado del pututu.
La ocarina tiene características similares a las del xun (塤), otro importante instrumento chino (pero es diferente en que la ocarina utiliza un conducto interno, mientras que el xun se sopla a través del borde exterior).

### Elniwawuo ocarina hui (China)
El «niwawu» o ‘cabeza de buey’, en forma de ocarina o flauta de barro, es un instrumento musical tradicional de la etnia Hui de Ningxia, región autónoma de la República Popular China. En 2005, esta ocarina fue incluida en la Lista del Patrimonio Cultural Inmaterial.

## La ocarina de Giuseppe Donati

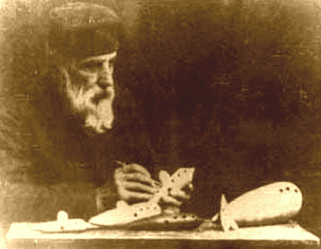
Giuseppe Donati

La ocarina americana precolombina llegó a Europa de la mano de los conquistadores españoles. Con la corte de Carlos V pasó a Flandes, donde sería admirada por Alberto Durero, y a otras cortes imperiales. Durante más de tres siglos y medio se la consideró un juguete.
Hacia 1853, Giuseppe Donati, un joven músico nacido en Budrio (cerca de Bolonia, Italia construye (según la leyenda, para impresionar a sus amigos) la primera ocarina. Etimológicamente, ocarina procede de ucarina, diminutivo de oca, en dialecto boloñés.
Donati la fabricó en varios tamaños y formó con sus amigos de Budrio una agrupación "ocarinística", que con el nombre de I Celebri Montanari degli Appennini, inició sus actividades musicales a lo largo de la década de 1860, saliendo en giras por Europa entre 1869 y 1878. En 1870, Ercole y Mezzetti Alberto, dos antiguos aprendices de Donati, asimismo exmiembros del conjunto de ocarinas de Budrio, se instalaron en París para fabricar y difundir este instrumento.
Tras algunos altibajos de popularidad, la ocarina se difundió por Estados Unidos a lo largo del siglo XX, donde llegó con el equipaje de los soldados participantes en las dos guerras mundiales de dicho siglo.
En Londres, John Taylor, que en 1963 había comenzado a hacer ocarinas después de ver la colección de instrumentos antiguos de cerámica del Museo Británico, fabricó el primer ejemplar conocido como de "estilo inglés", con cuatro agujeros proporcionalmente ajustados.

Intérpretes de ocarina
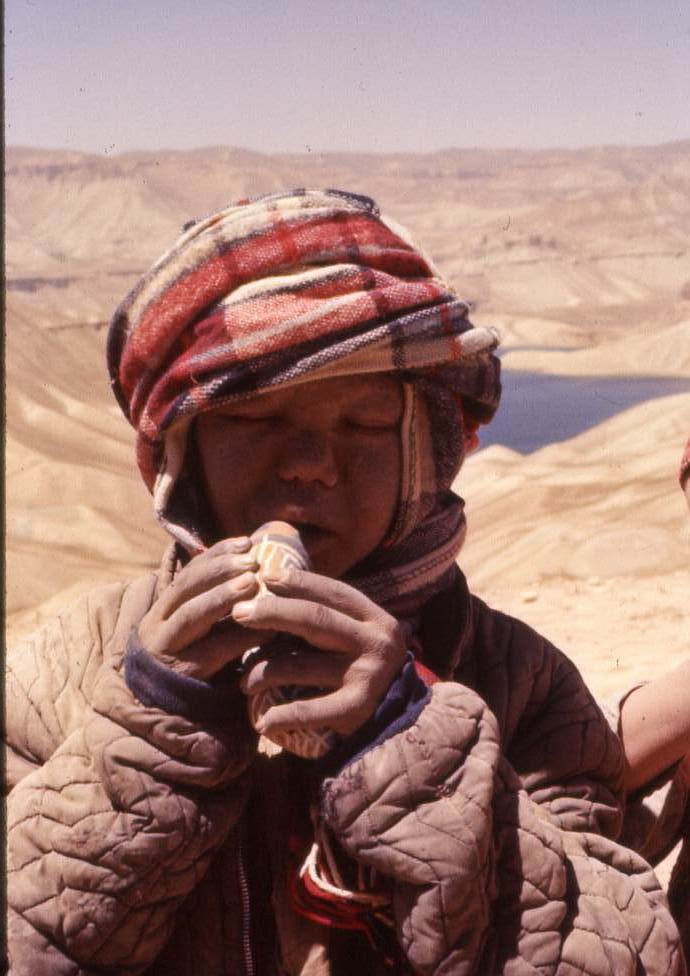
Niño afgano de la región lacustre septentrional tocando la ocarina (1979).
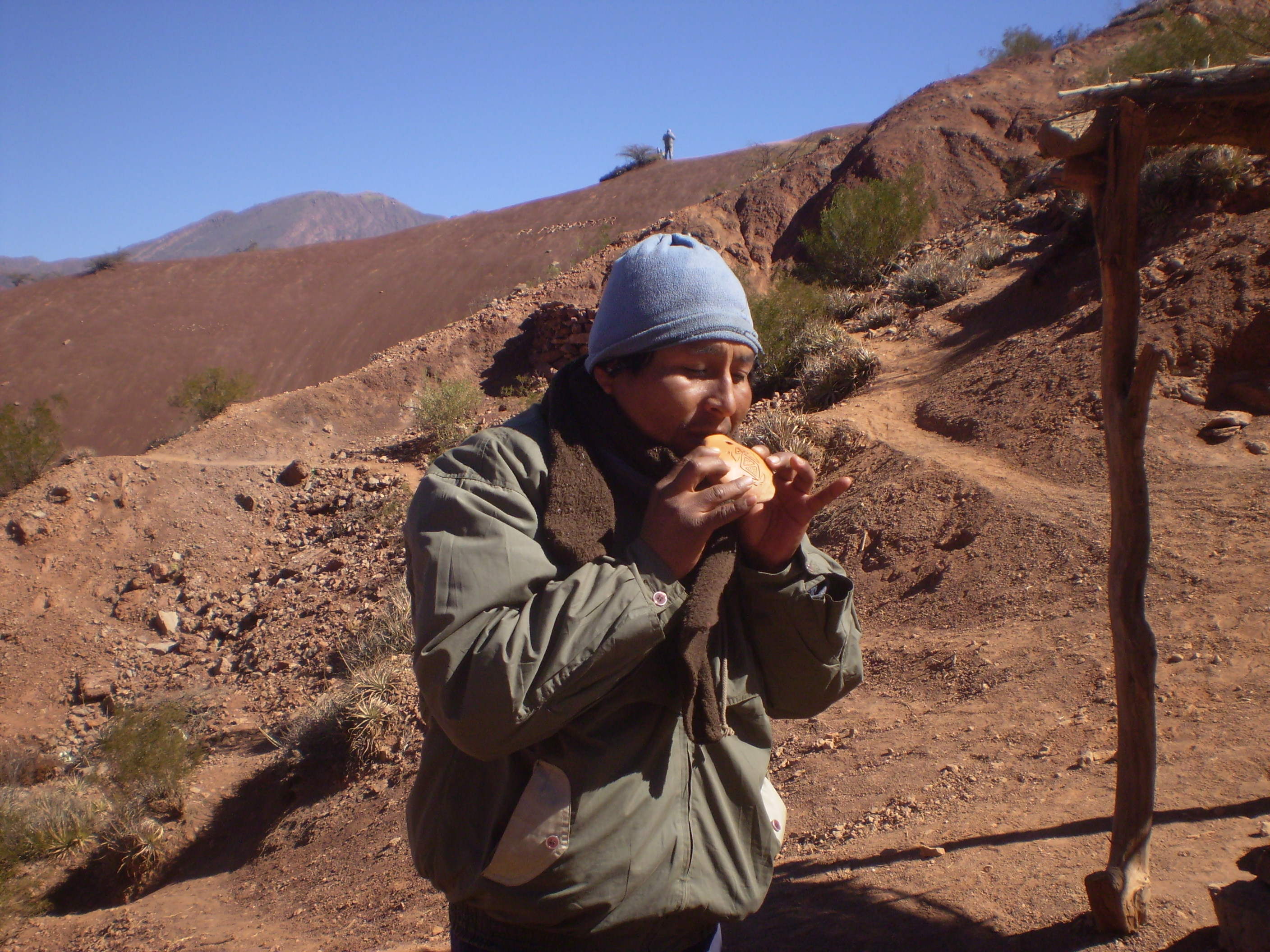
Artesano alfarero interpretando su ocarina en el valle de Las Conchas (Salta, Argentina).
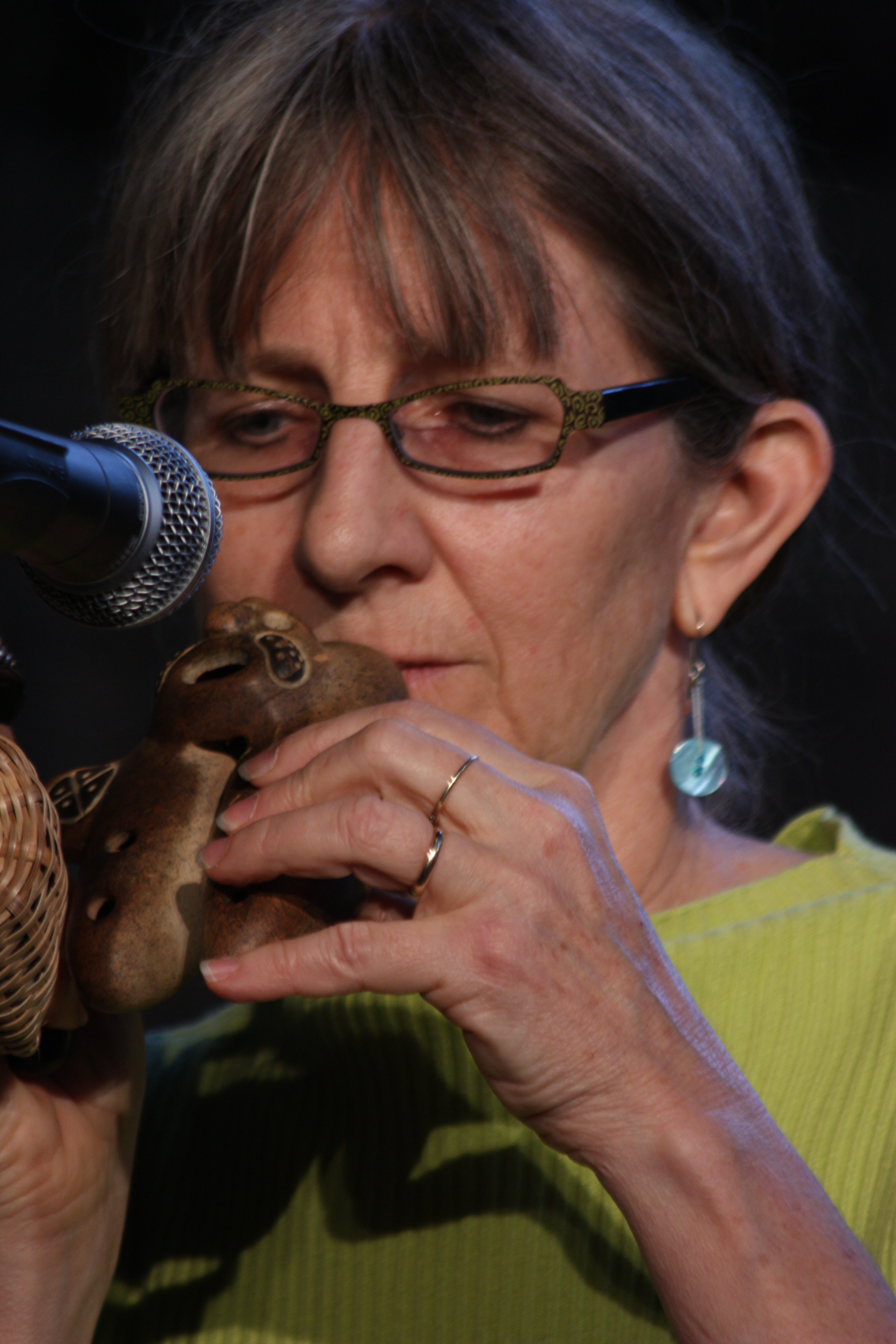
La intérprete de ocarina Nancy Rumbel actuando en Seattle durante el "Northwest Folklife Festival".
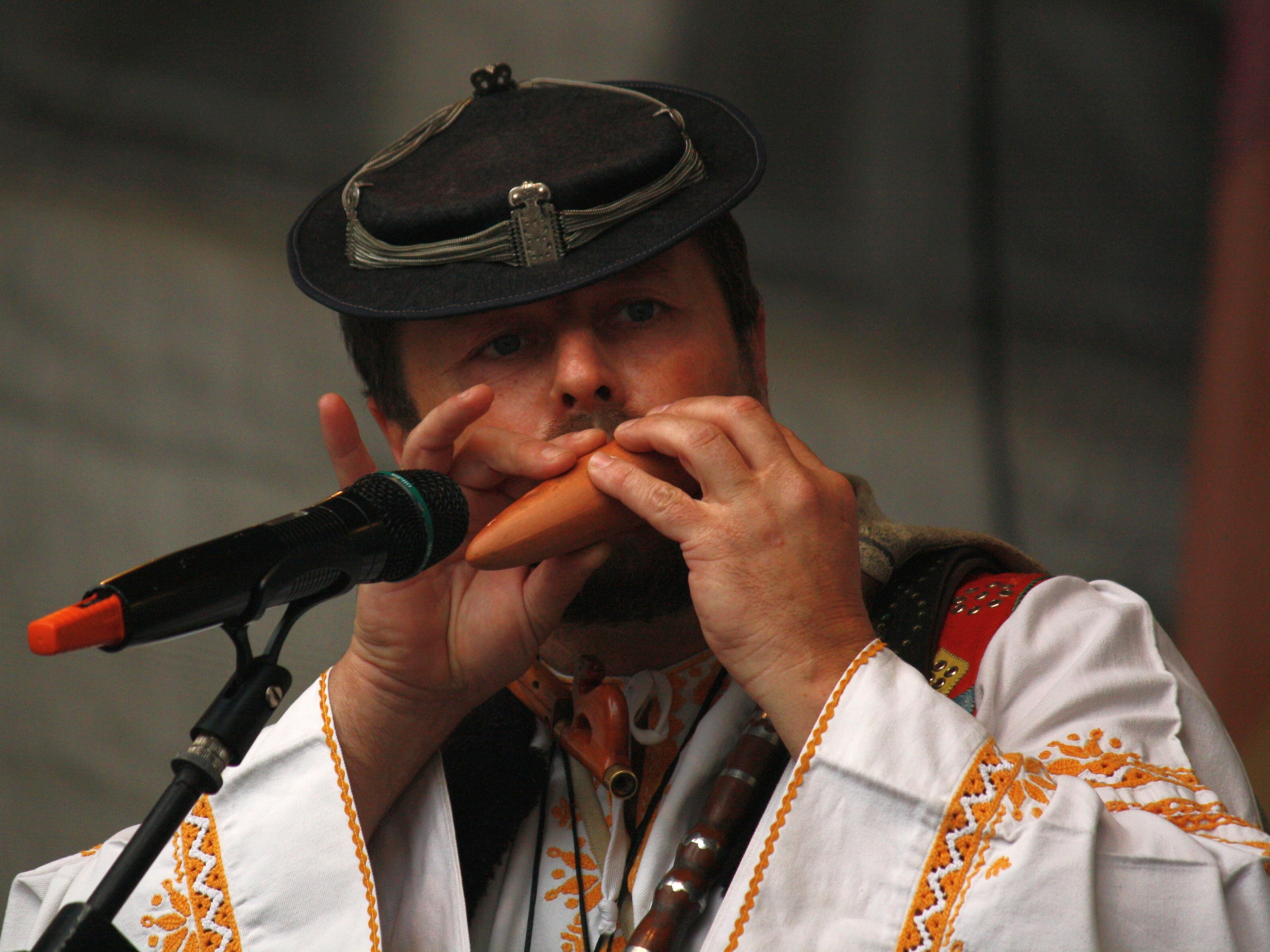
Un constructor e intérprete eslovaco en concierto dentro del 7º Festival Internacional de Folclore de la Feria de Praga.
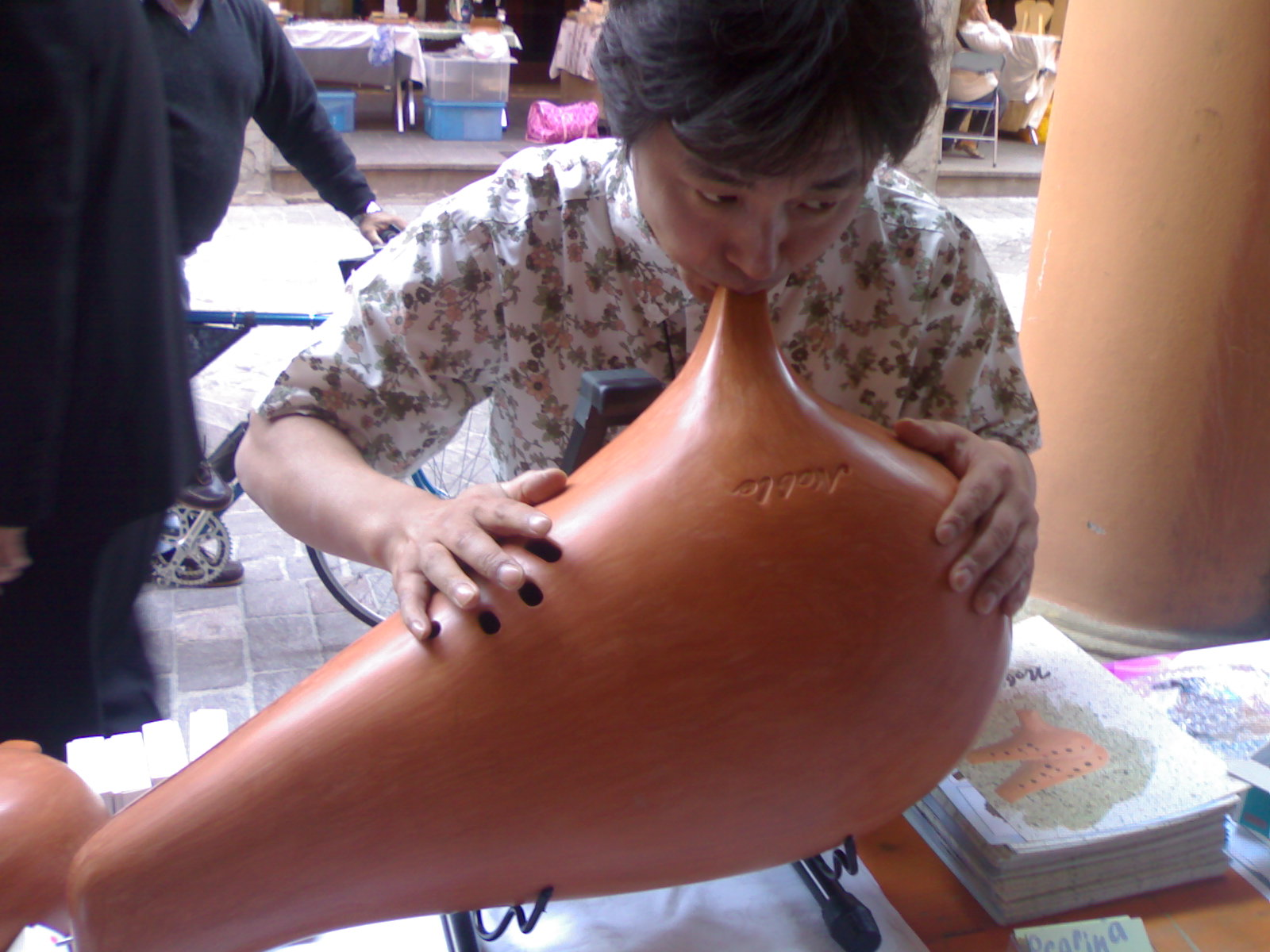
Intérprete de ocarina "ultrabasso" en el Festival de la Ocarina de Corea del Sur, de 2009.
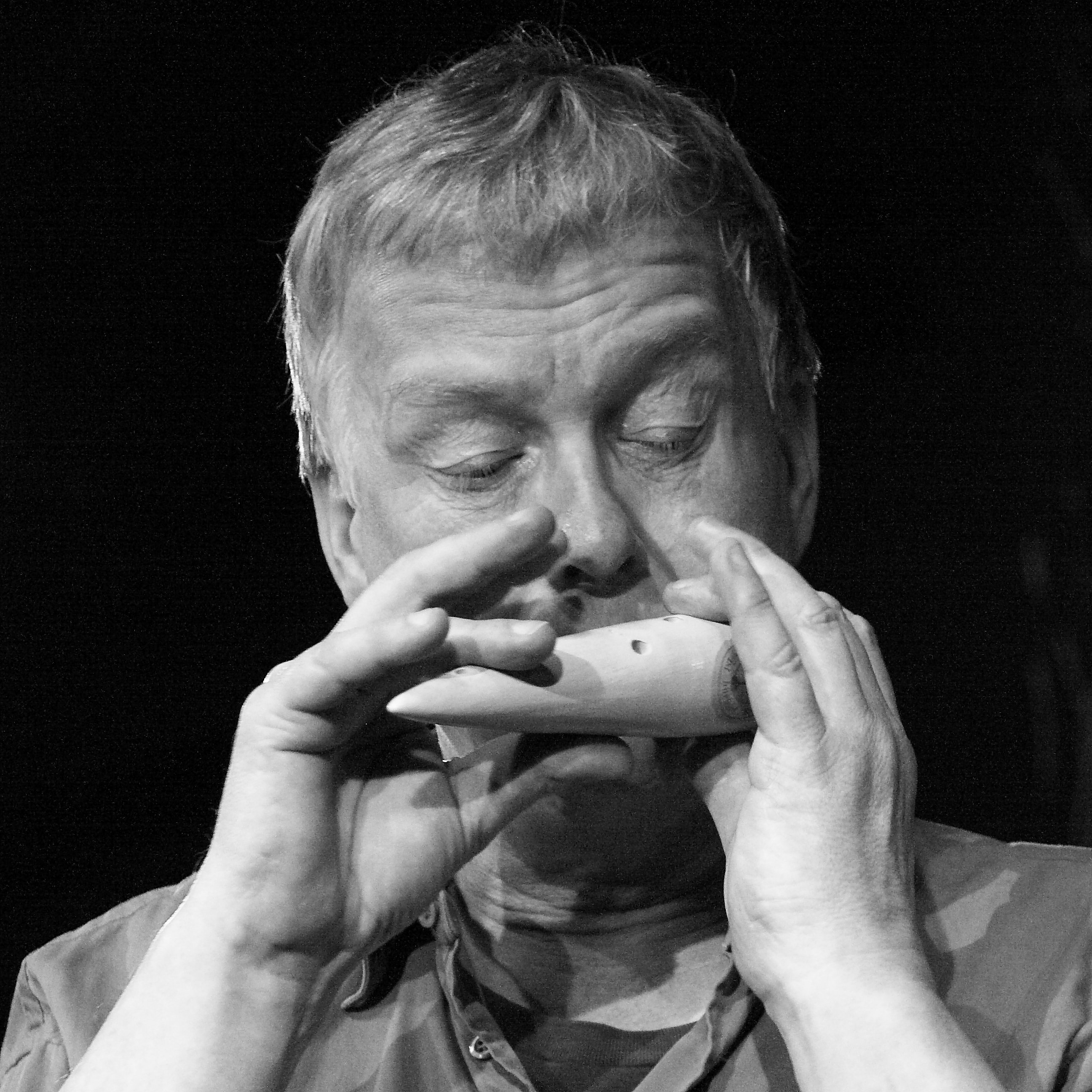
Thomas Borgmann interpreta una ocarina en el concierto con Boom Box en el Club W71
- Niña Beskide tocando una ocarina

### Clásicos de la ocarina
- En la resaca de la posguerra, Bing Crosby, uno de los grandes animadores del ejército aliado, utiliza una pequeña ocarina en el tema principal de la película "El Camino a Bali" de 1952 (con Bob Hope y Dorothy Lamour).
- Wild Thing, el tema de Reg Presley que llevó a la fama al conjunto inglés The Troggs, incluía una ocarina en medio de la lluvia de guitarras eléctricas. Veinte años después, Simón Le Bon, líder de Duran Duran, volvió a utilizar su sonido.
- En el mundo del cine, se tiene noticia de la afición de Luis Buñuel a este pequeño instrumento, que solía tocar antes del desayuno.[12] En 1976,  el realizador italiano Bernardo Bertolucci, en su obra Novecento ("1900"), y Ennio Morricone en El Bueno, el Malo y el Feo, pusieron broche de oro al instrumento reinventado por su paisano Giuseppe Donati.
- Además aparece en la clásica saga de videojuegos The Legend of Zelda (Ocarina of Time, Majora's Mask, A Link to The Past y Link's Awakening).

## Tipos de ocarina
Existen diferentes tipos de ocarina, que varían en su forma y el número de agujeros.
- "Transversales" es el modelo más conocido de ocarina. Tiene una forma redondeada y se sostiene con las dos manos en posición horizontal. Dependiendo del número de agujeros, el músico sólo tiene que abrir un agujero más pequeño que el anterior para ascender en la escala tonal. Las dos ocarinas transversales más comunes son la de diez orificios (creada por el italiano Giuseppe Donati) y la de doce orificios.
- "Colgantes", las hay de dos tipos:
  - El colgante inglés o "English Pendant", pequeña y manejable. Utiliza un sistema de digitación inglés con cuatro a seis orificios.
  - El colgante peruano, precolombino y de origen incaico, usado como instrumento musical en festivales, rituales y ceremonias. Suele presentarse con diseños de animales, pero también abundan los tradicionales ejemplares ovalados con ocho orificios.
- "En línea", llamadas también de "fusión" (de las colgantes y la transversal). Son pequeñas y compactas, pero tienen más agujeros que las colgantes y permiten ascender en el tono como en el modelo lineal de los dedos en lugar de las combinaciones de dedos.
- "De múltiples cámaras", más conocidas como ocarinas "dobles" y "triples" y con mayor riqueza tonal. Están diseñadas para tocar acordes y conseguir mayor riqueza armónica.
- "Ocarinas con llaves", fabricadas experimentalmente a partir de finales del siglo XIX.

## Producción de tono y acústica
Cómo funciona una ocarina:
```
  1.El aire entra por el canal de viento
  2.El aire golpea el labio, produciendo el sonido
  3.El aire entra y sale de la ocarina, ya que el recipiente resuena en un tono determinado (véase 
  el resonador de Helmholtz)
  4.Si se tapan los agujeros, baja el tono; si se destapan, sube el tono
  5.Soplar más suavemente baja el tono; soplar más fuerte lo sube. La fuerza de la respiración puede 
  cambiar el tono en varios semitonos, de los cuales un tercio de un semitono en cualquier dirección 
  es útil. Demasiado o demasiado poco aire dañará el tono.Esta es la razón por la que las 
  ocarinas generalmente no tienen un mecanismo de afinación o rango dinámico, y por la que es 
  difícil aprender a tocar una afinada.
```

La corriente de aire se dirige en el labio por un fipple o conducto interno, que es una ranura rectangular estrechante en la boquilla, en lugar de confiar en los labios de la persona como en una flauta travesera. Al igual que otras flautas, el flujo de aire se alterna rápidamente entre la cara interna y externa del labio a medida que la presión en la cámara de la ocarina oscila.
Al principio, el sonido es un "ruido" de amplio espectro, pero aquellas frecuencias idénticas a la frecuencia fundamental de la cámara resonante (que depende de la posición de los dedos), se amplifican selectivamente. Una cámara resonante Helmholtz es inusualmente selectiva en amplificar una sola frecuencia. La mayoría de los resonadores también amplifican más sobretonos. Como resultado, las ocarinas y otras flautas de recipientes tienen un sonido distintivo sin tono.
A diferencia de muchas flautas, las ocarinas no dependen de la longitud de la tubería para producir un tono particular. En su lugar, el tono depende de la relación de la superficie total de agujeros abiertos al volumen cúbico total encerrado por el instrumento. Esto significa que, a diferencia de una flauta o una flauta dulce, el sonido se crea por resonancia de toda la cavidad y la colocación de los agujeros en una ocarina es en gran medida irrelevante – su tamaño es el factor más importante. Se deben evitar los instrumentos que tienen agujeros de tono cerca de la embocadura, sin embargo; como una ocarina es un resonador Helmholtz, esto debilita la producción tonal.
El resonador en la ocarina puede crear sobretonos, pero debido a la forma común de "huevo", estos sobretonos son muchas octavas por encima de la escala de la nota clave. En instrumentos resonadores Helmholtz similares con una forma de cono estrecho, como el Gemshorn o Tonette, hay algunos sobretonos parciales disponibles. La técnica de sobresoplar para obtener una gama de notas de tono superior es posible con la ocarina, pero no ampliamente utilizada porque la nota resultante no es lo suficientemente "limpia", por lo que el rango de tonos disponibles está limitado por el área total de los agujeros.
Algunos fabricantes de ocarinas sortean estas limitaciones físicas creando ocarinas que tienen dos o tres cámaras de resonancia, cada una con su propio canal de viento y labio. Hay dos sistemas principales que dictan cómo se afinan estas cámaras adicionales: el sistema asiático y el sistema Pacchioni. El sistema asiático maximiza el rango comenzando cada cámara un semitono más alto que la nota más alta de la cámara anterior. El sistema Pacchioni, en cambio, se centra en suavizar la transición entre cámaras solapando ligeramente sus rangos, lo que facilita la ejecución de melodías.

## Modo de empleo

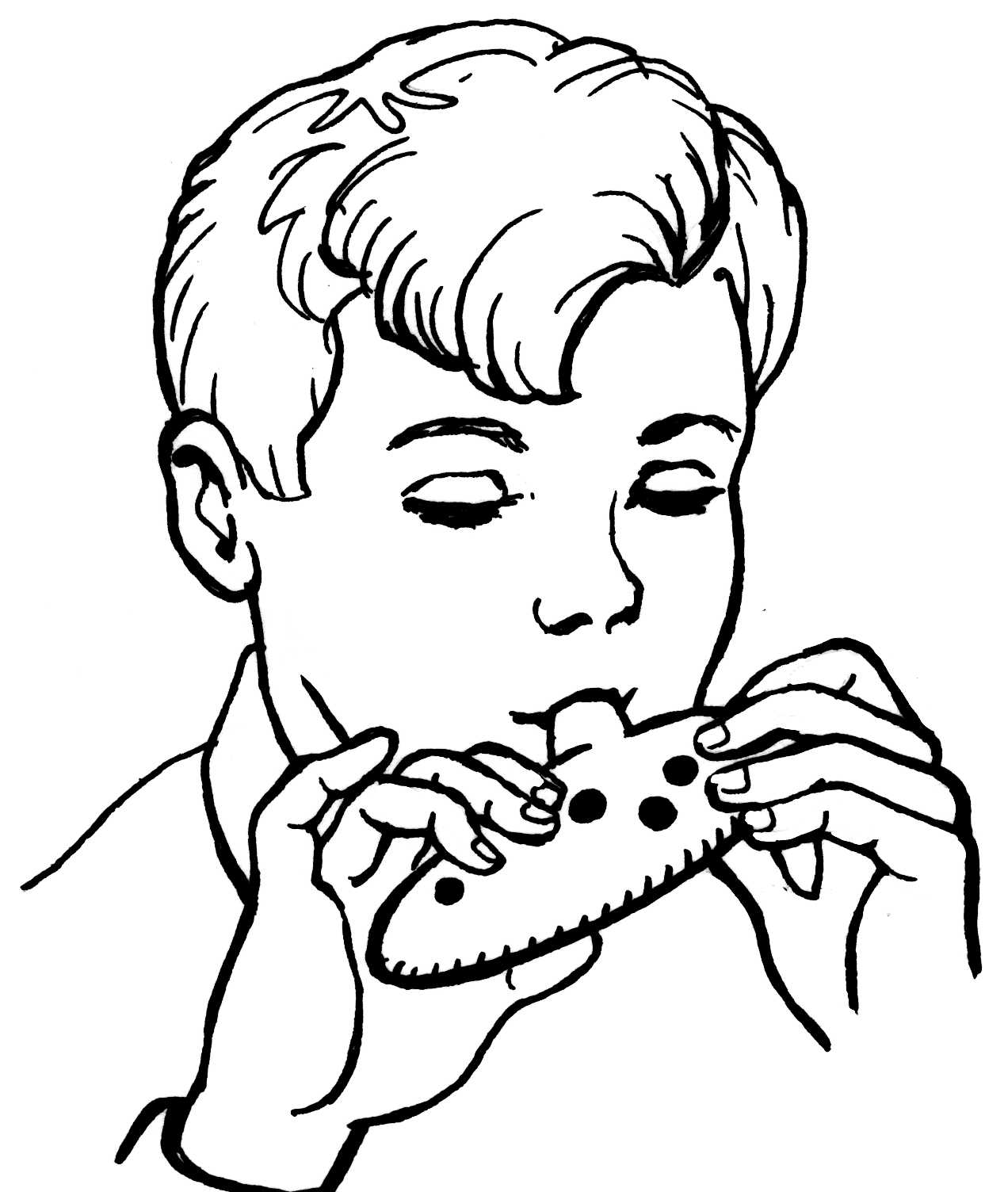
Forma de coger una ocarina de 8 agujeros.

El orden de los tonos en una ocarina de ocho agujeros es (de derecha a izquierda): 1 re, 2 mi, 3 fa, 4 sol, 9 mi, 5 la, 6 si, 7 do. En la de cuatro agujeros es: mi, sol, la y si.
Suponiendo una ocarina de 8 agujeros (6 arriba y 2 abajo) vista desde arriba, con la boquilla apuntando hacia el ejecutante, se tocaría de la siguiente forma:
| Ocarina de 8 agujeros | Ocarina de 8 agujeros | Ocarina de 8 agujeros |                      | Ocarina de 6 agujeros | Ocarina de 6 agujeros |  | Ocarina de 4 agujeros |
| Nota                  | Orificios superiores  | Orificios inferiores  | Orificios superiores | Orificios inferiores  | Orificios superiores  |  |                       |
| --------------------- | --------------------- | --------------------- | -------------------- | --------------------- | --------------------- |  | --------------------- |
| Do                    | X X X X X X X X       | X X                   | X X X X              | X X                   | X X X X               |  |                       |
| Re                    | X X X X X X X O       | X X                   | X O X X              | X X                   | X O X X               |  |                       |
| Mi                    | X X X X X X O O       | X X                   | X O X O X X          | X X                   | X X X O               |  |                       |
| Fa                    | X X X X X O O O       | X X                   | X O X O              | X X                   | X O X O               |  |                       |
| Sol                   | X X X X O O O O       | X X                   | O O X O              | X O                   | O O X X               |  |                       |
| La                    | X X O X O O O O       | X X                   | O O O O              | X O                   | O O X O               |  |                       |
| Si                    | X O O X O O O O       | X X                   | O O O O              | O O                   | O X O O               |  |                       |
| Do                    | O O O X O O O O       | X O                   | -                    | -                     | O O O O               |  |                       |
| Re                    | O O O X O O O O       | O O                   | -                    | -                     | -                     |  |                       |
| Mi                    | O O O O O O O O       | O O                   |                      | -                     | -                     |  | -                     |

donde:
- X = Orificio cerrado
- O = Orificio abierto

## La ocarina noruega

Ocarina en el escudo de la localidad noruega de Sandnes.

La localidad noruega de Sandnes, centro alfarero tradicional y, desde 1783, dedicado a la fabricación de ladrillos, incluyó en su producción un modelo de ocarina muy personal, en aspecto similar a una 'lámpara de Aladino', entre lucerna romana y candil árabe. La ocarina de Sandnes (leirgauken) figura en el escudo de armas municipal, blanca en campo de sinople.

## La ocarina en la literatura de ficción y los videojuegos
En ciertos sectores sociales, la ocarina se popularizó tras el lanzamiento en 1998 del videojuego The Legend of Zelda: Ocarina of Time y su secuela The Legend of Zelda: Majora's Mask. En ellos, el héroe protagonista, Link, debe usar la “Ocarina del tiempo”, un instrumento mágico que le otorga distintos poderes, como retroceder en el tiempo, adelantarlo, detenerlo, cambiar el clima y teletransportarse al tocar ciertas melodías.  También es usada una por Mencía, protagonista del videojuego Dragon Quest VI, y en el juego Animal Crossing: New Horizons.

## La ocarina en el arte

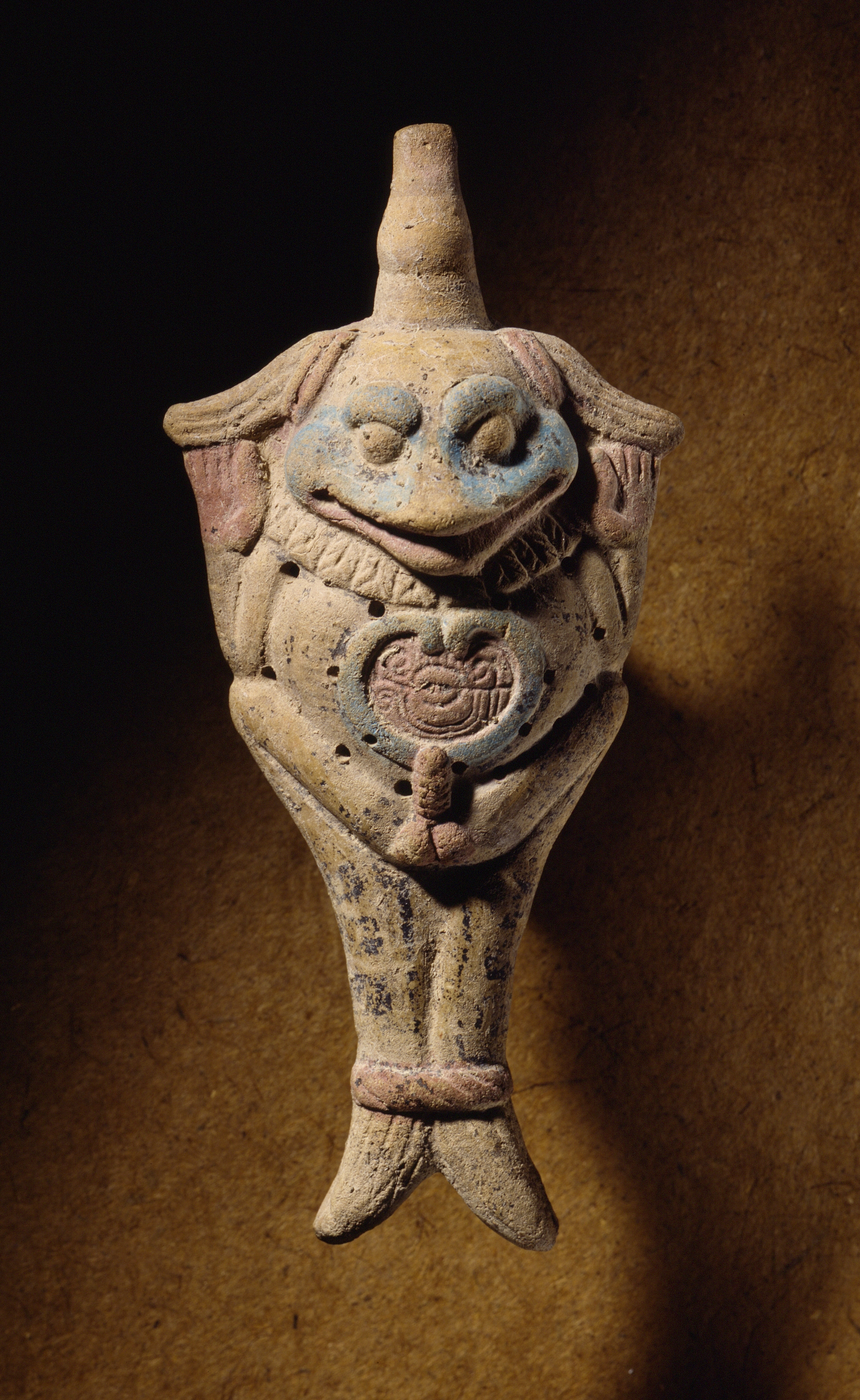
Ocarina engobada "sapo" (23 cm). Escultura de Nopiloa (Veracruz meridional, México). Entre 700 y 900. LACMA.
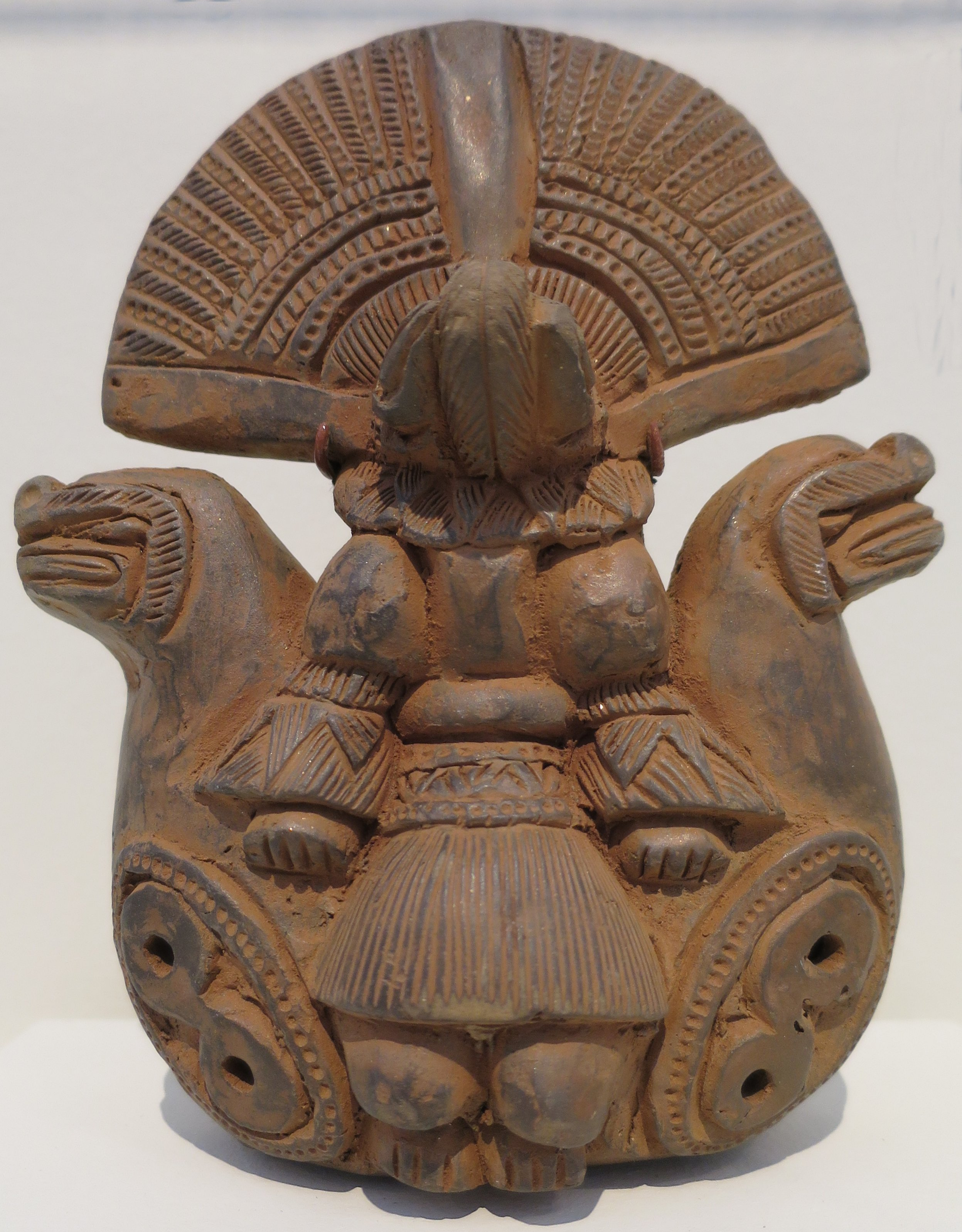
Ocarina de la cultura tairona, Colombia, entre 1000 y 1600. Academia de las Artes de Honolulu.
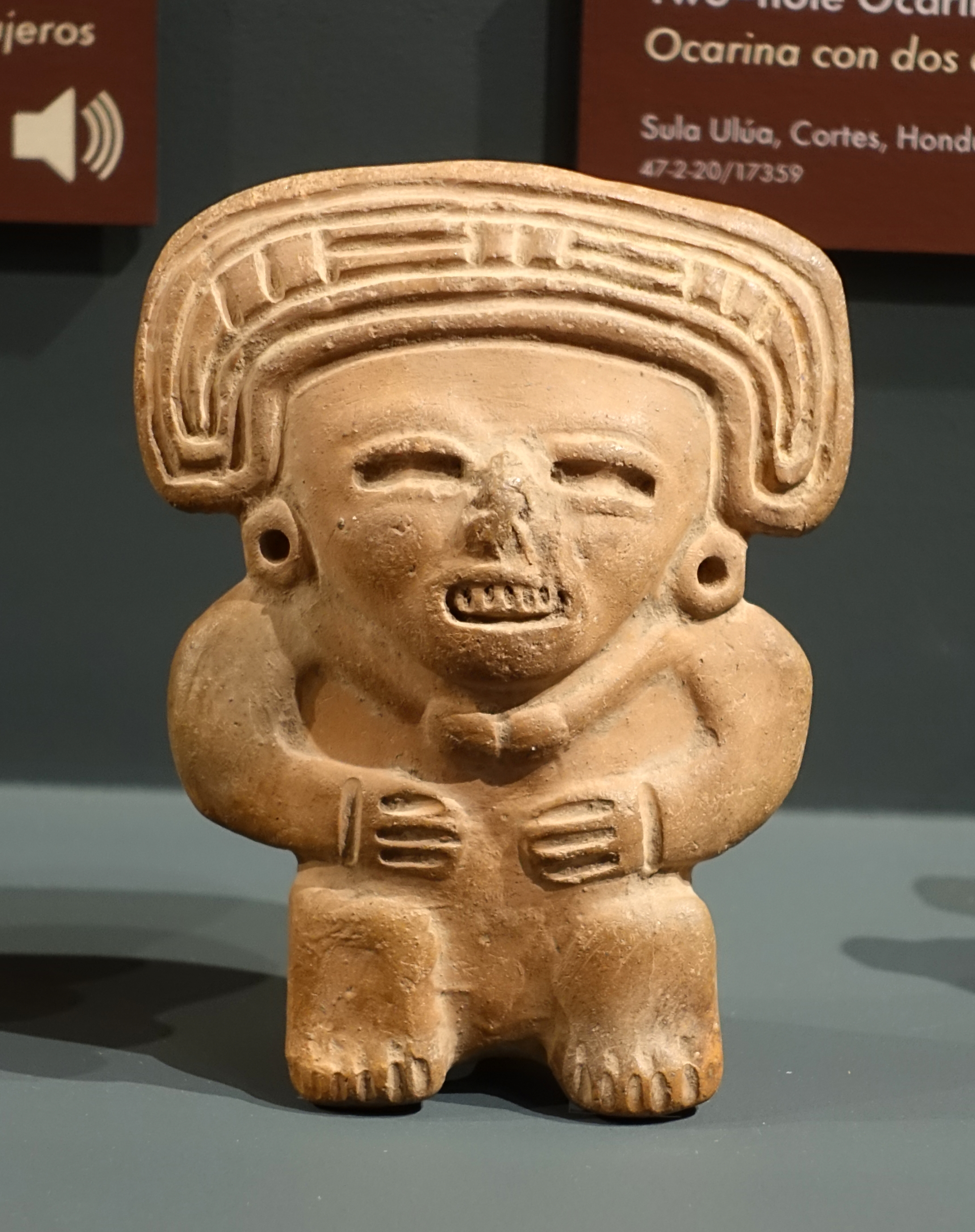
Ocarina de dos agujeros, Playa de los Muertos. Exposición de la Colección Mesoamericana, Museo Peabody, Universidad de Harvard.
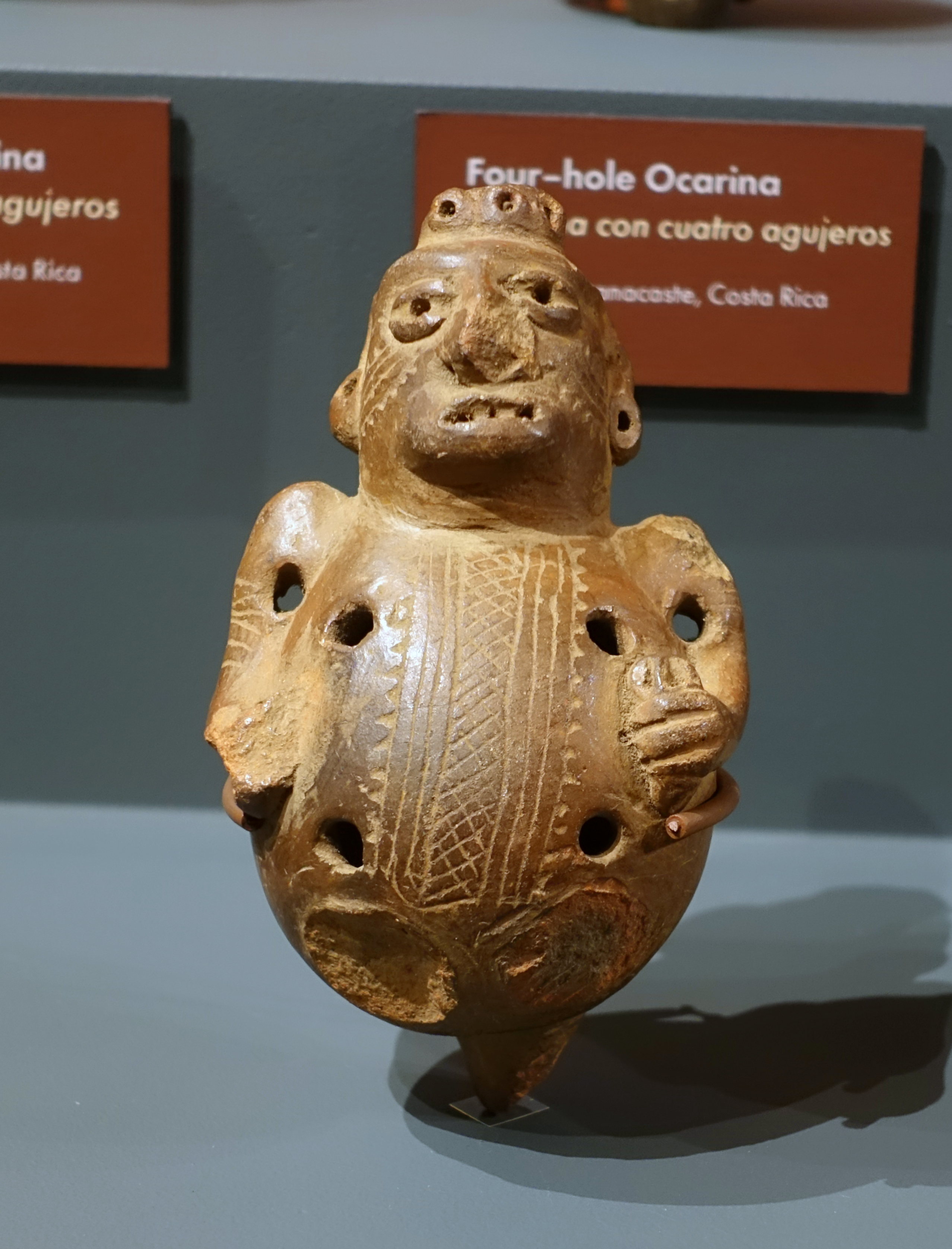
Ocarina de cuatro agujeros, Playa de los Muertos. Exposición de la Colección Mesoamericana, Museo Peabody, Universidad de Harvard.
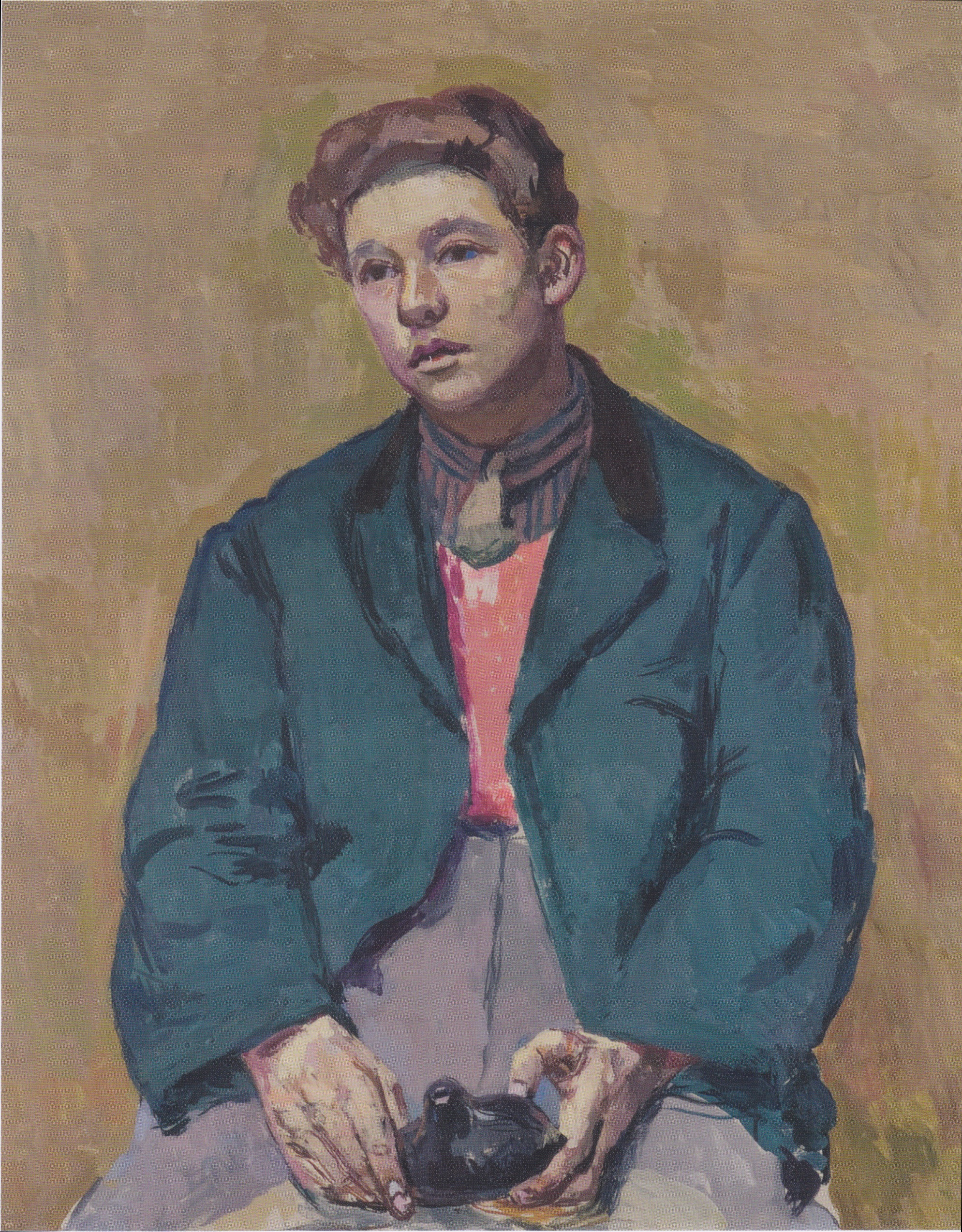
Hombre joven con ocarina, óleo sobre lienzo de Felix Esterl, hacia 1925. Museo de Klagenfurt, Austria.